# 田廈路
田廈路（英語：Tin Ha Road），位於元朗區的西部，連接屏厦路近厦村市及青山公路－洪水橋段近田心，是一條南北行雙向道路。
田廈路近青山公路－洪水橋段交界處一段是元朗區及屯門區的分界線，在田廈路遊樂場外結束。
田廈路也是輕鐵第3、4收費區的界線。

## 歷史
田廈路於1970年代通車，並在1974年11月29日刊憲命名：
道路起點與青山公路－洪水橋段交接，位於青山公路二十三咪石碑之西南方約六百二十呎，向西北伸展約一千六百碼，然後轉彎向東北伸展約五百八十碼至與屏厦路會合處止，如NTA/YL/R18號圖上黑斜線所示。
其名稱源自田心村及厦村市，方便厦村居民往返元朗市及其他地區。
1976年7月16日，九巴開辦61線，初時來往屯門新市及元朗（鳳翔路），途經田廈路。
九龍巴士53線於1977年開始繞經田廈路，取代原有之61線。九鐵巴士657線（港鐵巴士K75綫之前身）亦於1988年9月25日起單向繞經田廈路。港鐵巴士K75P綫線於2003年11月12日投入服務後，沿港鐵巴士K75綫線相反方向循環行駛，至2015年8月17日，K75系重組而改為與港鐵巴士K75綫綫同一方向。
政府為應付廈村、天水圍及洪水橋在未來的規劃，於2000年提交工程議案，分兩階段進行改善工程。首階段於2001年動工，擴闊青山公路－洪水橋段至新李屋村的路段，寬度由原來5.5米增加至10.3米，於2004年完成。 而北面路段的改善工程則於2012年12月23日開始進行，擴闊新李屋村至廈村路的路段，最終於2014年12月30日完成，期間會改為單向南行。
2016年3月27日，港鐵巴士K75A綫綫開辦，使港鐵巴士在港鐵巴士K75P綫改綫後半年再度提供與港鐵巴士K75綫相反方向的服務。

## 結構
田廈路是南北行雙向設計，連接屏廈路及青山公路－洪水橋段。
洪水橋田心路和廈村路皆連接田廈路，九巴63X及68X線來回程皆由洪水橋田心路進出田廈路，而廈村路則連接廈村交匯處，於2007年7月1日起成為十號幹線的唯一交匯處，新界區專線小巴618線便途經田廈路及廈村路往返十號幹線。

## 交匯道路
- 青山公路－洪水橋段
- 洪亮路
- 洪水橋田心路
- 沙洲里路
- 廈村路
- 屏厦路